# Baubau
Baubau är en stad på ön Buton i Indonesien. Den ligger i provinsen Sulawesi Tenggara och har cirka 170 000 invånare.